# Seconde bataille d'Antofagasta
Pour les articles homonymes, voir Bataille d'Antofagasta.
Guerre du Pacifique
Batailles
Campagne navale
- Chipana
- Iquique
- Punta Gruesa
- Antofagasta (1re)
- Antofagasta (2e)
- Rímac
- Angamos
- Pilcomayo
- Arica (1re)
- Arica (2e)
- Callao

Campagne terrestre
- Topáter
- San Francisco
- Tarapacá
- Los Ángeles
- Alto de la Alianza (Tacna)
- Arica
- Chorrillos
- Miraflores
- Lima
- San Pablo
- Pachia
- La Concepción
- Huamachuco

La seconde bataille d'Antofagasta, fut l'un des affrontements de la Guerre du Pacifique (1879-1884) entre le Chili et le Pérou se déroulant le jeudi 28 août 1879 . Ce combat a été mené entre le monitor péruvien Huáscar contre les navires chiliens Abtao et Magallanes et les défenses terrestres du port d'Antofagasta.

## Historique
Trois jours après la tentative infructueuse de torpiller les navires chiliens, dans sa 4e course, le Huáscar est retourné à Antofagasta pour tracer le câble sous-marin et le couper. Auparavant, le Huáscar avait déjà coupé le câble sous-marin le 27 mai 1879, après la première bataille d'Antofagasta. Puis il s'était rendu à Taltal pour transférer les torpilles à l'Oroya.
Régulièrement, la frégate chilienne Blanco Encalada mouillait à Antofagasta, mais le 22 août 1879, elle sortit sous le commandement du capitaine de frégate Juan Esteban López, avec le transport d'artillerie Itata, pour reconnaître un navire suspect apparu devant Paposo et qui Il s'est avéré être le vapeur chilien Toro. Dans la nuit du 26, elle était à la hauteur de l'embouchure du Río Copiapó, attendant le passage du Huáscar. Le 28, à Taltal, elle fut informée de la présence du Huáscar à Antofagasta et navigua vers le nord pour le traquer.

## Le combat
Première phase :
Le Huáscar est entré dans le port à 11 heures du matin , a reconnu le bateau anglais Brikby puis a commencé à tracer le câble sous-marin d'Antofagasta. Lors de cette opération, à 13h35 , la corvette chilienne Abtao, commandée par le capitaine Aureliano Sánchez, lui a tiré un coup de feu avec l'un de ses canons de pont de 150 livres. Le commandant du Huáscar, Miguel Grau, ordonne un combat. Les tirs sont suivis de ceux de la canonnière Magallanes, commandée par le capitaine Juan José Latorre.
À 13h50, Huáscar avance vers le port et à 14h, il tire son premier coup de feu. L' Abtao et le Magallanes s'étaient réfugiés derrière les 14 navires marchands neutres, où les transports chiliens Limarí et Paquette de Maule se sont également réfugiés. Pour éviter d'endommager les navires neutres, le Huáscar tirera à intervalles et en toute sécurité. Les fortins terrestres tirent également, mais dans la batterie nord, au premier coup de canon de 300 livres, il sauta de sa voiture et ne put plus tirer.
Un projectile de 300 livres du Huáscar a frappé l' Abtao, détruisant le pont, laissant Carlos Krugg, deuxième commandant du navire, blessé. En outre, 5 hommes sont morts et 6 autres ont été blessés. Un autre projectile a frappé, explosant sur le pont et pénétrant dans la soute à charbon, tuant 5 hommes et en blessant 5 autres.
Les tirs ont pris fin à 15h16, lorsque Huáscar cesse de tirer ainsi que les batteries terrestres la terre et les autres navires.
Deuxième étape :
Le Huáscar s'est approché à 2.300 m du centre de la baie pour mieux viser. À 16h15 , les batteries de rivage lui tirent dessus, mais les navires chiliens restent cachés derrière les navires marchands.
Un tir de la batterie «Bellavista», l'un des derniers, a détruit la base de la cheminée blindée du Huascar, tuant le sous-lieutenant Carlos de los Heros et blessant l'élève de l'école des gendarmes Alcídes Gutiérrez, fils du colonel Silvestre Gutierrez.
Le combat a cessé à 17h30, sans réponse des batteries terrestres après les 3 derniers tirs du Huáscar .
Pendant le combat, le Huáscar a tiré 26 coups de 300 livres et 2 de 40 livres. Abtao a tiré 42 coups de 150 livres et Magallanes, 7 coups de 115 livres et 12 de 64 livres. Les batteries terrestres ont tiré, 1 coup de 300 livres, 38 de 150 livres et 7 coups de canon Krupp.
Le Huáscar reste dans la baie jusqu'à 22 heures, quand il voit de la fumée au sud et que Miguel Grau ordonne de se retirer vers le nord pour ne pas combattre le Blanco Encalada. En effet, à 23h15, Blanco Encalada avec Itata entre dans Antofagasta. Sur ordre de Rafael Sotomayor Baeza, ministre de la guerre et de la marine en campagne depuis le 20 août, récemment installé à Antofagasta, le Blanco Encalada et l' Itata poursuivent Huáscar vers le sud pour protéger les transports qui étaient par arriver à Caldera. Mais le matin du 29, Blanco Encalada reçut l'ordre de retourner à Antofagasta car Huáscar avait été aperçu à Mejillones. Il arrive à Antofagasta le 30.
Le Huáscar a jeté l'ancre à Arica le 31 après avoir croisé Mejillones, Cobija, Tocopilla et Iquique.